# Hóa địa bộ
Hóa Địa bộ (chữ Hán: 化地部; tiếng Phạn: महीशासक, Mahīśāsaka), phiên âm Hán Việt là Di-sa-tắc bộ (彌沙塞部), còn gọi là Chánh địa bộ (正地部), Giáo địa bộ (敎地部), Đại bất khả khí bộ (大不可棄部), là một trong những trường phái Phật giáo sơ khai theo một số tài liệu ghi chép. Nguồn gốc của phái này có thể bắt nguồn từ tranh chấp trong Đại hội kết tập lần thứ hai. Một bộ phái khác là Dharmaguptaka được cho là đã phân nhánh từ Mahīśāsaka vào cuối thế kỷ thứ 2 hoặc đầu thế kỷ thứ nhất trước Công nguyên.

## Lịch sử
Có hai tường thuật chính về nguồn gốc của Mahīśāsaka. Tài liệu Dīpavaṃsa (Đảo sử) của Theravāda khẳng định phái Mahīśāsaka phát sinh từ Sarvāstivāda. Tuy nhiên, cả 2 tài liệu Śāriputraparipṛcchā (Xá-lợi-phất vấn kinh) và Samayabhedoparacanacakra (Dị bộ tông luân luận) đều ghi lại rằng Sarvāstivādin là nhánh Phật giáo lâu đời hơn mà Mahīśāsaka xuất hiện từ đó. Buswell và Lopez cũng nói rằng Mahīśāsaka là một nhánh của Sarvāstivādin, nhưng nhóm các bộ phái này được xếp sau Vibhajyavāda, được xem là "một cách gọi chung cho các nhánh không thuộc Sarvastivada của Sthaviranikaya", bao gồm cả Kasyapiya.
Mahīśāsaka được cho là có nguồn gốc đầu tiên ở vùng Avanti của Ấn Độ. Người sáng lập phái Mahīśāsaka được cho là Purāṇa, một trưởng lão rất được tôn kính trong giới luật Mahīśāsaka, có thể tìm thấy được qua các thông tin ghi chép rải rác trong Đại tạng kinh.
Theo các tác phẩm của Huyền Trang, Mahīśāsaka được biết là đã hoạt động ở Kashmir vào thế kỷ thứ 4 CN. Huyền Trang ghi lại rằng Asaṅga, một đạo sư Du già hành tông quan trọng và là anh trai của Thế Thân, đã thọ giới vào phái Mahīśāsaka. Các giới luật mà Asaṅga ghi chép trong các tác phẩm A-tì-đạt-ma đã giữ lại nhiều đặc điểm cơ bản của Mahīśāsaka. André Bareau viết:
[Rõ ràng là] Asaṅga đã từng là một Mahīśāsaka khi ông còn là một tu sĩ trẻ, và rằng ông đã kết hợp một phần lớn các quan điểm giáo lý của trường phái này vào tác phẩm của mình sau khi ông trở thành một bậc thầy vĩ đại của Mahāyāna, khi ông đã tạo nên những gì có thể được coi tân tiến và là một Abhidharma-piṭaka của Đại thừa.

Mahīśāsaka được cho là đã lan rộng từ Tây Bắc xuống Nam Ấn Độ bao gồm cả Nāgārjunakoṇḍā, và thậm chí đến tận đảo Sri Lanka. Theo AK Warder, Mahīśāsaka Ấn Độ cũng thành lập ở Sri Lanka một nhóm cùng với Theravāda, sau này cũng hợp nhất vào Theravāda.
Vào thế kỷ thứ 7 CN, Nghĩa Tịnh đã xếp các nhóm Mahīśāsaka, Dharmaguptaka và Kāśyapīya lại với nhau thành các tiểu phái của Sarvāstivāda. Ông cũng cho rằng ba bộ phái này không phổ biến ở "năm vùng của Ấn Độ", nhưng nằm ở một số vùng của Oḍḍiyāna, Khotan, và Kucha.

## Trang phục
Giữa năm 148 và 170 CN, nhà sư người Parthia An Thế Cao đã đến Trung Quốc và dịch một tác phẩm mô tả màu sắc của tăng y (sa. kāṣāya) được sử dụng trong năm bộ phái Phật giáo lớn của Ấn Độ, được gọi là Đại Tỳ-kheo Tam thiên Uy nghi (tiếng Trung: 大比丘三千威儀). Một văn bản khác được dịch sau này, Śāriputraparipṛcchā, có một đoạn tương tự xác nhận thông tin này. Trong cả hai nguồn, các tăng nhân Mahīśāsaka được mô tả là mặc tăng y màu xanh lam. Phần có liên quan đến Mahāsāṃghika Śāriputraparipṛcchā có mô tả, "Phái Mahīśāsaka thực hành dhyāna, và thâm nhập sâu sắc. Họ mặc áo choàng màu xanh".

## Học thuyết
Theo quan điểm Mahīśāsaka, Tứ diệu đế phải được thiền quán đồng thời.
Các tăng sĩ Mahīśāsaka cho rằng mọi thứ đều tồn tại, nhưng chỉ trong hiện tại. Họ cũng coi việc cùng dường cho Saṃgha mang lại công đức hơn là cúng dường cho Đức Phật, ngược lại hoàn toàn so với quan điểm của phái Dharmaguptaka.
Các tăng sĩ Mahīśāsaka thời kỳ đầu dường như không ủng hộ học thuyết về Trung hữu giữa cái chết và tái sinh, nhưng các tăng sĩ Mahīśāsaka thời kỳ sau đã chấp nhận học thuyết này.

## Các tư liệu

### Mahīśāsaka Vinaya
Như trên đã nên, phái Mahīśāsaka Ấn Độ cũng thành lập một nhóm ở Sri Lanka cùng với Theravāda, rồi sau hòa nhập với phái này. Pháp Hiển đã từng sưu tập được một bản sao tiếng Phạn giới luật của Mahīśāsaka tại Abhayagiri vihāra ở Sri Lanka, vào khoảng năm 406. Mahīśāsaka Vinaya sau đó được dịch sang Hán văn vào năm 434 bởi Phật-đà-thập (Buddhajiva) và Trúc Đạo Sinh. Bản dịch Mahīśāsaka Vinaya này vẫn còn tồn tại trong Đại tạng kinh Hán ngữ, phân loại trong Taishō Tripiṭaka 1421.

### Tác phẩm Đại thừa
Người ta tin rằng Vô lượng thọ kinh (Sukhāvatī-vyūhaḥ-sūtra) Đại thừa được biên soạn vào thời Đế chế Kushan, vào thế kỷ thứ 1 và thứ 2 sau Công nguyên, bởi ảnh hưởng của các tỳ-kheo Mahīśāsaka, vốn đã phát triển mạnh mẽ ở vùng Gandhara. Có vẻ như bộ Sukhāvatīvyūha đại phẩm đã chịu ảnh hưởng rất nhiều từ phái Lokottaravāda trong quá trình biên soạn, và trong kinh này có nhiều yếu tố chung với tài liệu Mahāvastu (Đại sự). Bản dịch sớm nhất trong số này cho thấy dấu vết của việc đã được dịch từ ngôn ngữ Gāndhārī, một ngôn ngữ Prakrit được sử dụng ở vùng Tây Bắc Ấn. Người ta cũng biết rằng các bản viết tay bằng chữ Kharoṣṭhī đã tồn tại ở Trung Quốc trong thời kỳ này.

## Quan điểm về phụ nữ
Phái Mahīśāsaka tin rằng phụ nữ không thể thành Phật. Trong kinh Gia phụ hay say đắm (Nāgadattasuttaṃ), quan điểm của Mahīśāsaka bị chỉ trích trong một câu chuyện kể về một bhikṣuṇī tên là Nāgadatta. Tại đây, con quỷ Māra đội lốt cha cô, và cố gắng thuyết phục cô hướng tới quả vị A la hán thấp hơn, hơn là quả vị Phật giác ngộ viên mãn (samyaksaṃbuddha).
Phái Mahīśāsaka cho rằng có năm trở ngại đặt ra trước phụ nữ. Đây là những điều khiến họ không thể trở thành một Chuyển luân thánh vương (Chakravarti), Ma vương (Māra), Thiên vương (Śakra), Phạm thiên vương (Brahmā) hay một vị Phật. Quan điểm này của Mahīśāsaka được cho là của Māra trong Nāgadatta Sūtra của Sarvāstivādin.